# Spionida
Ordre
Les Spionida sont un ordre de vers annélides polychètes sédentaires. Les annélides sont des animaux protostomiens métamérisés vermiformes.

## Liste des familles
Selon World Register of Marine Species (12 janvier 2019) :
- sous-ordre Spioniformia Fauchald, 1977
  - famille Apistobranchidae Mesnil & Caullery, 1898
  - famille Longosomatidae Hartman, 1944
  - famille Poecilochaetidae Hannerz, 1956
  - famille Spionidae Grube, 1850
  - famille Trochochaetidae Pettibone, 1963
  - famille Uncispionidae Green, 1982

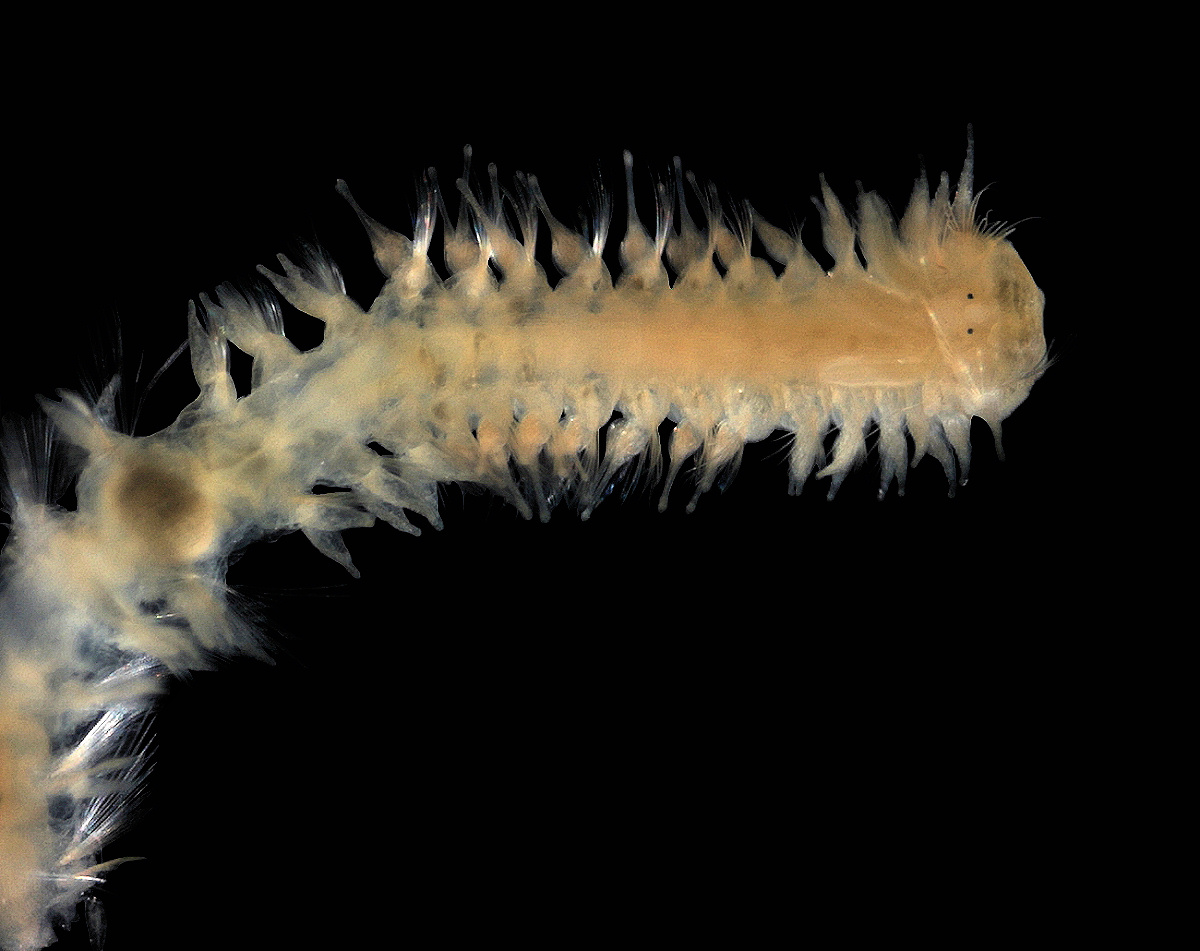
Poecilochaetus serpens, un Poecilochaetidae
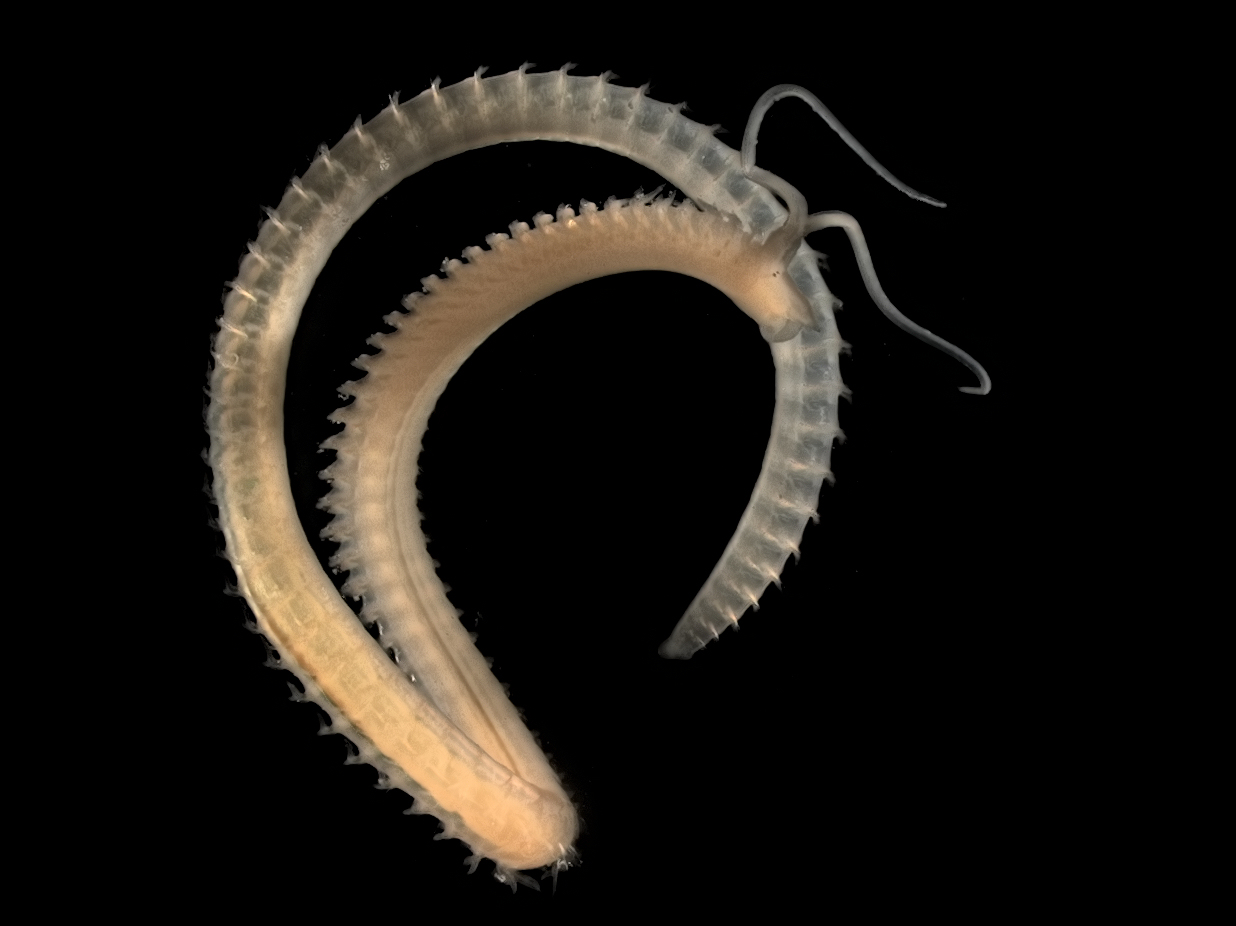
Scolelepis squamata, un Spionidae